# Temporada do Club Universitario de Deportes de 2020
O Club Universitario de Deportes em 2020, participou de duas competições: Campeonato Peruano e Copa Libertadores.

## Elenco
| N.°        | Nome              | País     |
| Goleiros   | Goleiros          | Goleiros |
| ---------- | ----------------- | -------- |
| 1          | José Carvallo     |          |
| 21         | Diego Romero      |          |
| 12         | Aamet Calderón    |          |
| Defensores |                   |          |
| 4          | Federico Alonso   |          |
| 32         | Diego Chávez      |          |
| 29         | Aldo Corzo        |          |
| 24         | Junior Morales    |          |
| 8          | Nelinho Quina     |          |
| 16         | Iván Santillán    |          |
| 2          | Luis Valverde     |          |
| 14         | Brayan Velarde    |          |
| 28         | José Zevallos     |          |
| Meias      |                   |          |
| 6          | Armando Alfageme  |          |
| 13         | Gerson Barreto    |          |
| 27         | Nelson Cabanillas |          |
| 17         | Mathías Carpio    |          |
| 5          | Rafael Guarderas  |          |
| 23         | Jorge Murrugarra  |          |
| 10         | Hernán Novick     |          |
| 36         | Piero Quispe      |          |
| Atacantes  |                   |          |
| 19         | Alberto Quintero  |          |
| 18         | Tiago Cantoro     |          |
| 25         | Enzo Gutiérrez    |          |
| 30         | Anthony Osorio    |          |
| 28         | Yamir Ruidiaz     |          |
| 7          | Alexander Succar  |          |
| 11         | Luis Urruti       |          |
| 20         | Alex Valera       |          |
| Treinador  |                   |          |
|            | Ángel Comizzo     |          |

## Competições

### Campeonato Peruano

#### Fase 1
| Classificação | Classificação             | Classificação | Classificação | Classificação | Classificação | Classificação | Classificação | Classificação | Classificação |
| Pos           | Time                      | PG            | J             | V             | E             | D             | GP            | GS            | SG            |
| ------------- | ------------------------- | ------------- | ------------- | ------------- | ------------- | ------------- | ------------- | ------------- | ------------- |
| 1             | Universitario de Deportes | 42            | 19            | 13            | 4             | 2             | 38            | 18            | 20            |

#### Fase 2
| Classificação - Grupo A | Classificação - Grupo A   | Classificação - Grupo A | Classificação - Grupo A | Classificação - Grupo A | Classificação - Grupo A | Classificação - Grupo A | Classificação - Grupo A | Classificação - Grupo A | Classificação - Grupo A |
| Pos                     | Time                      | PG                      | J                       | V                       | E                       | D                       | GP                      | GS                      | SG                      |
| ----------------------- | ------------------------- | ----------------------- | ----------------------- | ----------------------- | ----------------------- | ----------------------- | ----------------------- | ----------------------- | ----------------------- |
| 6                       | Universitario de Deportes | 11                      | 9                       | 3                       | 2                       | 4                       | 12                      | 17                      | −5                      |

#### Classificação geral
| Classificação | Classificação             | Classificação | Classificação | Classificação | Classificação | Classificação | Classificação | Classificação | Classificação |
| Pos           | Time                      | PG            | J             | V             | E             | D             | GP            | GS            | SG            |
| ------------- | ------------------------- | ------------- | ------------- | ------------- | ------------- | ------------- | ------------- | ------------- | ------------- |
| 2             | Universitario de Deportes | 53            | 28            | 16            | 6             | 6             | 50            | 35            | +15           |

#### Final
| 16 de dezembro de 2020 | Universitario          | 1 – 2     | Sporting Cristal                           | Lima                                    |  |
| 19:00 (UTC−5)          | - Alberto Quintero 66' | Relatório | - Gianfranco Chávez 26' - Jorge Cazulo 52' | Estádio: Nacional Árbitro: Joel Alarcón |  |

| 20 de dezembro de 2020 | Sporting Cristal       | 1 – 1     | Universitario          | Lima                                       |  |
| 15:00 (UTC−5)          | - Armando Alfageme 69' | Relatório | - Alberto Quintero 50' | Estádio: Nacional Árbitro: Víctor Carrillo |  |

### Copa Libertadores

#### Primeira fase
Na Venezuela, o clube peruano empatou. Os atacantes do clube peruano não foram precisos na hora do gol e alguns erros na defesa deram vida a um fraco time local. Um gol tardio de Jonathan Dos Santos permitiu ao Universitario obter um empate valioso.
| 21 de janeiro | Carabobo      | 1 − 1     | Universitario  |  |  |
| 18:15 (UTC−4) | Tortolero 46' | Relatório | Dos Santos 83' |  |  |

Em partida disputada no Estádio Monumental, o Universitario de Deportes derrotou o Carabobo FC por 1 a 0 e garantiu a passagem à segunda fase da Copa Libertadores. O único gol da partida foi marcado pelo zagueiro uruguaio Federico Alonso aos 25 minutos de jogo.
| 28 de janeiro | Universitario | 1 − 0     | Carabobo |  |  |
| 19:30 (UTC−5) | Alonso 24'    | Relatório |          |  |  |

#### Segunda fase
| 5 de fevereiro | Universitario  | 1 − 1     | Cerro Porteño |  |  |
| 17:15 (UTC−5)  | Dos Santos 52' | Relatório | Ruiz 65'      |  |  |

| 12 de fevereiro | Cerro Porteño | 1 − 0     | Universitario |  |  |
| 19:15 (UTC−3)   | Carrizo 61'   | Relatório |               |  |  |